# Natação nos Jogos Olímpicos de Verão de 2000
A natação nos Jogos Olímpicos de Verão de 2000 foi realizada no Centro Aquático de Sydney em Sydney, na Austrália, com 32 eventos disputados.
No masculino, destaque para Pieter van den Hoogenband e Ian Thorpe. No feminino, o destaque foi Inge de Bruijn.

## Eventos da natação
Masculino: 50 metros livre | 100 metros livre | 200 metros livre | 400 metros livre | 1500 metros livre | 100 metros costas | 200 metros costas | 100 metros peito | 200 metros peito | 100 metros borboleta | 200 metros borboleta | 400 metros medley | 4x100 metros livre | 4x200 metros livre | 4x100 metros medley
Feminino: 50 metros livre | 100 metros livre | 200 metros livre | 400 metros livre | 800 metros livre | 100 metros costas | 200 metros costas | 100 metros peito | 200 metros peito | 100 metros borboleta | 200 metros borboleta | 200 metros medley | 400 metros medley | 4x100 metros livre | 4x200 metros livre | 4x100 metros medley

## Masculino

### 50 metros livre masculino
| Pos. | País                 | Atletas                   | Tempo |
| ---- | -------------------- | ------------------------- | ----- |
|      | Estados Unidos (USA) | Gary Hall Jr.             | 21s98 |
|      | Estados Unidos (USA) | Anthony Ervin             | 21s98 |
|      | -                    | nenhum                    | -     |
|      | Países Baixos (NED)  | Pieter van den Hoogenband | 22s03 |

Final:
1. USA Gary Hall Jr., 21.98

1. USA Anthony Ervin, 21.98

1. NED Pieter van den Hoogenband, 22.03
2. ITA Lorenzo Vismara, 22.11
3. POL Bartosz Kizierowski, 22.22
4. RUS Alexander Popov, 22.24
5. GBR Mark Foster, 22.41
6. UKR Oleksandr Volynets, 22.51

### 100 metros livre masculino
| Pos. | País                 | Atletas                   | Tempo |
| ---- | -------------------- | ------------------------- | ----- |
|      | Países Baixos (NED)  | Pieter van den Hoogenband | 48s30 |
|      | Rússia (RUS)         | Alexander Popov           | 48s69 |
|      | Estados Unidos (USA) | Gary Hall Jr.             | 48s73 |

Final:
1. NED Pieter van den Hoogenband, 48.30
2. RUS Alexander Popov, 48.69
3. USA Gary Hall Jr., 48.73
4. AUS Michael Klim, 48.74
5. USA Neil Walker, 49.09
6. SWE Lars Frölander, 49.22
7. RUS Denis Pimankov, 49.36
8. AUS Chris Fydler, 49.44

### 200 metros livre masculino
| Pos. | País                | Atletas                   | Tempo   |
| ---- | ------------------- | ------------------------- | ------- |
|      | Países Baixos (NED) | Pieter van den Hoogenband | 1m45s35 |
|      | Austrália (AUS)     | Ian Thorpe                | 1m45s83 |
|      | Itália (ITA)        | Massimiliano Rosolino     | 1m46s65 |

Final:
1. NED Pieter van den Hoogenband, 1:45.35 (WR)
2. AUS Ian Thorpe, 1:45.83
3. ITA Massimiliano Rosolino, 1:46.65
4. USA Josh Davis, 1:46.73
5. GBR Paul Palmer, 1:47.95
6. GBR James Salter, 1:48.74
7. CAN Rick Say, 1:48.76
8. AUS Grant Hackett, 1:49.46

### 400 metros livre masculino
| Pos. | País                 | Atletas               | Tempo   |
| ---- | -------------------- | --------------------- | ------- |
|      | Austrália (AUS)      | Ian Thorpe            | 3m40s59 |
|      | Itália (ITA)         | Massimiliano Rosolino | 3m43s40 |
|      | Estados Unidos (USA) | Klete Keller          | 3m47s00 |

Final:
1. AUS Ian Thorpe, 3:40.59 (WR)
2. ITA Massimiliano Rosolino, 3:43.40
3. USA Klete Keller, 3:47.00
4. ITA Emiliano Brembilla, 3:47.01
5. ROU Dragos Coman, 3:47.38
6. USA Chad Carvin, 3:47.58
7. AUS Grant Hackett, 3:48.22
8. RSA Ryk Neethling, 3:48.52

### 1500 metros livre masculino
| Pos. | País                 | Atletas        | Tempo    |
| ---- | -------------------- | -------------- | -------- |
|      | Austrália (AUS)      | Grant Hackett  | 14m48s33 |
|      | Austrália (AUS)      | Kieren Perkins | 14m53s59 |
|      | Estados Unidos (USA) | Chris Thompson | 14m56s81 |

Final:
1. AUS Grant Hackett, 14:48.33
2. AUS Kieren Perkins, 14:53.59
3. USA Chris Thompson, 14:56.81
4. RUS Alexei Filipets, 14:56.88
5. RSA Ryk Neethling, 15:00.48
6. USA Eric Vendt, 15:08.61
7. UKR Igor Chervynskyi, 15:08.80
8. GER Heiko Hell, 15:19.87

### 100 metros costas masculino
| Pos. | País                 | Atletas           | Tempo |
| ---- | -------------------- | ----------------- | ----- |
|      | Estados Unidos (USA) | Lenny Krayzelburg | 53s72 |
|      | Austrália (AUS)      | Matt Welsh        | 54s07 |
|      | Alemanha (GER)       | Stev Theloke      | 54s82 |

Final:
1. USA Lenny Krayzelburg, 53.72
2. AUS Matt Welsh, 54.07
3. GER Stev Theloke, 54.82
4. AUS Josh Watson, 55.01
5. POL Bartosz Kizierowski, 55.04
6. USA Neil Walker, 55.14
7. GER Steffen Driesen, 55.27
8. ISR Eithan Urbach, 55.74

### 200 metros costas masculino
| Pos. | País                 | Atletas           | Tempo   |
| ---- | -------------------- | ----------------- | ------- |
|      | Estados Unidos (USA) | Lenny Krayzelburg | 1m56s76 |
|      | Estados Unidos (USA) | Aaron Peirsol     | 1m57s35 |
|      | Austrália (AUS)      | Matt Welsh        | 1m57s59 |

Final:
1. USA Lenny Krayzelburg, 1:56.76
2. USA Aaron Peirsol, 1:57.35
3. AUS Matt Welsh, 1:57.59
4. ISL Örn Arnarson, 1:59.00
5. ITA Emanuele Merisi, 1:59.01
6. ROU Răzvan Florea, 1:59.05
7. BRA Rogério Romero, 1:59.27
8. CRO Gordan Kožulj, 1:59.38

### 100 metros peito masculino
| Pos. | País                 | Atletas             | Tempo   |
| ---- | -------------------- | ------------------- | ------- |
|      | Itália (ITA)         | Domenico Fioravanti | 1m00s46 |
|      | Estados Unidos (USA) | Ed Moses            | 1m00s73 |
|      | Rússia (RUS)         | Roman Sloudnov      | 1m00s91 |

Final:
1. ITA Domenico Fioravanti, 1:00.46
2. USA Ed Moses, 1:00.73
3. RUS Roman Sloudnov, 1:00.91
4. JPN Kosuke Kitajima, 1:01.34
5. CZE Daniel Malek, 1:01.50
6. CAN Morgan Knabe, 1:01.58
7. RSA Brett Petersen, 1:01.63
8. SUI Remo Lütolf, 1:01.88

### 200 metros peito masculino
| Pos. | País                | Atletas             | Tempo   |
| ---- | ------------------- | ------------------- | ------- |
|      | Itália (ITA)        | Domenico Fioravanti | 2m10s87 |
|      | África do Sul (RSA) | Terence Parkin      | 2m12s50 |
|      | Itália (ITA)        | Davide Rummolo      | 2m12s73 |

Final:
1. ITA Domenico Fioravanti, 2:10.87
2. RSA Terence Parkin, 2:12.50
3. ITA Davide Rummolo, 2:12.73
4. AUS Regan Harrison, 2:12.88
5. CZE Daniel Malek, 2:13.20
6. USA Kyle Salyards, 2:13.27
7. FRA Yohann Bernard, 2:13.31
8. AUS Ryan Mitchell, 2:14.00

### 100 metros borboleta masculino
| Pos. | País            | Atletas        | Tempo |
| ---- | --------------- | -------------- | ----- |
|      | Suécia (SWE)    | Lars Frölander | 52s00 |
|      | Austrália (AUS) | Michael Klim   | 52s18 |
|      | Austrália (AUS) | Geoff Huegill  | 52s22 |

Final:
1. SWE Lars Frölander, 52.00
2. AUS Michael Klim, 52.18
3. AUS Geoff Huegill, 52.22
4. USA Ian Crocker, 52.44
5. CAN Mike Mintenko, 52.58

1. JPN Takashi Yamamoto, 52.58

1. GER Thomas Rupprath, 53.13

1. RUS Anatoly Polyakov, 53.13

### 200 metros borboleta masculino
| Pos. | País                 | Atletas         | Tempo   |
| ---- | -------------------- | --------------- | ------- |
|      | Estados Unidos (USA) | Tom Malchow     | 1m55s35 |
|      | Ucrânia (UKR)        | Denys Sylantyev | 1m55s76 |
|      | Austrália (AUS)      | Justin Norris   | 1m56s17 |

Final:
1. USA Tom Malchow, 1:55.35
2. UKR Denys Sylantyev, 1:55.76
3. AUS Justin Norris, 1:56.17
4. RUS Anatoly Polyakov, 1:56.34
5. USA Michael Phelps, 1:56.50
6. GBR Stephen Parry, 1:57.01
7. RUS Denis Pankratov, 1:57.97
8. FRA Franck Esposito, 1:58.39

### 200 metros medley masculino
| Pos. | País                 | Atletas               | Tempo   |
| ---- | -------------------- | --------------------- | ------- |
|      | Itália (ITA)         | Massimiliano Rosolino | 1m58s98 |
|      | Estados Unidos (USA) | Tom Dolan             | 1m59s77 |
|      | Estados Unidos (USA) | Tom Wilkens           | 2m00s87 |

Final:
1. ITA Massimiliano Rosolino, 1:58.98
2. USA Tom Dolan, 1:59.77
3. USA Tom Wilkens, 2:00.87
4. HUN Attila Czene, 2:01.16
5. NED Marcel Wouda, 2:01.48
6. GER Christian Keller, 2:02.02
7. FRA Xavier Marchand, 2:02.23
8. FIN Jani Sievinen, 2:02.49

### 400 metros medley masculino
| Pos. | País                 | Atletas      | Tempo   |
| ---- | -------------------- | ------------ | ------- |
|      | Estados Unidos (USA) | Tom Dolan    | 4m11s76 |
|      | Estados Unidos (USA) | Erik Vendt   | 4m14s23 |
|      | Canadá (CAN)         | Curtis Myden | 4m15s33 |

Final:
1. USA Tom Dolan, 4:11.76 (WR)
2. USA Erik Vendt, 4:14.23
3. CAN Curtis Myden, 4:15.33
4. ITA Alessio Boggiatto, 4:15.93
5. RSA Terence Parkin, 4:16.92
6. AUS Christian Keller, 4:17.87
7. ROU Xavier Marchand, 4:20.91
8. JPN Shinya Taniguchi, 4:20.93

### 4x100 metros livre masculino
| Pos. | País                 | Atletas                                                      | Tempo   |
| ---- | -------------------- | ------------------------------------------------------------ | ------- |
|      | Austrália (AUS)      | Ian Thorpe Ashley Callus Chris Fydler Michael Klim           | 3m13s67 |
|      | Estados Unidos (USA) | Neil Walker Anthony Ervin Gary Hall Jr. Jason Lezak          | 3m13s86 |
|      | Brasil (BRA)         | Edvaldo Valério Gustavo Borges Carlos Jayme Fernando Scherer | 3m17s40 |

Final:
1. Austrália (Michael Klim, Chris Fydler, Ashley Callus, Ian Thorpe), 3:13.67 (WR)
2. Estados Unidos (Anthony Ervin, Neil Walker, Jason Lezak, Gary Hall Jr.), 3:13.86
3. Brasil (Fernando Scherer, Gustavo Borges, Carlos Jayme, Edvaldo Valério), 3:17.40
4. Alemanha (Torsten Spanneberg, Christian Tröger, Stephan Kunzelmann, Stefan Herbst), 3:17.77
5. Itália (Lorenzo Vismara, Klaus Lanzarini, Massimiliano Rosolino, Simone Cercato), 3:17.85
6. Suécia (Stefan Nystrand, Lars Frölander, Mattias Ohlin, Johan Nyström), 3:19.60
7. França (Frédérick Bousquet, Romain Barnier, Hugo Viart, Nicolas Kintz), 3:21.00
8. Rússia (Andrey Kapralov, Denis Pimankov, Alexander Popov, Dmitry Chernyshov), DSQ

### 4x200 metros livre masculino
| Pos. | País                 | Atletas                                                                | Tempo   |
| ---- | -------------------- | ---------------------------------------------------------------------- | ------- |
|      | Austrália (AUS)      | Todd Pearson Ian Thorpe Bill Kirby Michael Klim                        | 7m07s05 |
|      | Estados Unidos (USA) | Jamie Rauch Josh Davis Scott Goldblatt Klete Keller                    | 7m12s64 |
|      | Países Baixos (NED)  | Martijn Zuijdweg Johan Kenkhuis Pieter van den Hoogenband Marcel Wouda | 7m12s70 |

Final:
1. Austrália (Ian Thorpe, Michael Klim, Todd Pearson, Bill Kirby), 7:07.05 (WR)
2. Estados Unidos (Scott Goldblatt, Josh Davis, Jamie Rauch, Klete Keller), 7:12.64
3. Países Baixos (Martjin Zuijdweg, Johan Kenkhuis, Marcel Wouda, Pieter van den Hoogenband), 7:12.70
4. Itália (Andrea Beccari, Matteo Pelliciari, Emiliano Brembilla, Massimiliano Rosolino), 7:12.91
5. Reino Unido (Edward Sinclair, Paul Palmer, Marc Spackman, James Salter), 7:12.98
6. Alemanha (Stefan Pohl, Christian Keller, Stefan Herbst, Christian Tröger), 7:20.19
7. Canadá (Mark Johnston, Mike Mintenko, Rick Say, Yannick Lupien), 7:21.92
8. Rússia (Dmitry Chernyshov, Andrey Kapralov, Serguei Lavrenov, Alexei Filipets), 7:24.37

### 4x100 metros medley masculino
| Pos. | País                 | Atletas                                                     | Tempo   |
| ---- | -------------------- | ----------------------------------------------------------- | ------- |
|      | Estados Unidos (USA) | Ed Moses Ian Crocker Gary Hall Jr. Lenny Krayzelburg        | 3m33s73 |
|      | Austrália (AUS)      | Matt Welsh Regan Harrison Geoff Huegill Michael Klim        | 3m35s27 |
|      | Alemanha (GER)       | Stev Theloke Jens Kruppa Thomas Rupprath Torsten Spanneberg | 3m35s88 |

Final:
1. Estados Unidos (Lenny Krayzelburg, Ed Moses, Ian Crocker, Gary Hall Jr.), 3:33.73 (WR)
2. Austrália (Matt Welsh, Regan Harrison, Geoff Huegill, Michael Klim), 3:35.27
3. Alemanha (Stev Theloke, Jens Kruppa, Thomas Rupprath, Torsten Spanneberg), 3:35.88
4. Países Baixos (Klaas-Erik Zwering, Marcel Wouda, Joris Keizer, Pieter van den Hoogenband), 3:37.53
5. Hungria (Péter Horváth, Károly Güttler, Zsolt Gáspár, Attila Zubor), 3:39.03
6. Canadá (Chris Renaud, Morgan Knabe, Mike Mintenko, Craig Hutchison), 3:39.88
7. França (Simon Dufour, Hugues Duboscq, Franck Esposito, Frédérick Bousquet), 3:40.02
8. Reino Unido (Neil Willey, Darren Mew, James Hickman, Sion Brinn), 3:40.19

## Feminino

### 50 metros livre feminino
| Pos. | País                 | Atletas           | Tempo |
| ---- | -------------------- | ----------------- | ----- |
|      | Países Baixos (NED)  | Inge de Bruijn    | 24s32 |
|      | Suécia (SWE)         | Therese Alshammar | 24s51 |
|      | Estados Unidos (USA) | Dara Torres       | 24s63 |

Final:
1. NED Inge de Bruijn, 24.32
2. SWE Therese Alshammar, 24.51
3. USA Dara Torres, 24.63
4. USA Amy Van Dyken, 25.04
5. SVK Martina Moravcová, 25.24
6. GER Sandra Völker, 25.27
7. GBR Alison Sheppard, 25.45
8. JPN Sumika Minamoto, 25.65

### 100 metros livre feminino
| Pos. | País                 | Atletas           | Tempo |
| ---- | -------------------- | ----------------- | ----- |
|      | Países Baixos (NED)  | Inge de Bruijn    | 53s83 |
|      | Suécia (SWE)         | Therese Alshammar | 54s33 |
|      | Estados Unidos (USA) | Dara Torres       | 54s43 |
|      | Estados Unidos (USA) | Jenny Thompson    | 54s43 |

Final:
1. NED Inge de Bruijn, 53.83
2. SWE Therese Alshammar, 54.33
3. USA Dara Torres, 54.43

1. USA Jenny Thompson, 54.43

1. SVK Martina Moravcová, 54.72
2. RSA Helene Muller, 55.19
3. JPN Sumika Minamoto, 55.53
4. NED Wilma van Rijn, 55.58

### 200 metros livre feminino
| Pos. | País             | Atletas           | Tempo   |
| ---- | ---------------- | ----------------- | ------- |
|      | Austrália (AUS)  | Susie O'Neill     | 1m58s24 |
|      | Eslováquia (SVK) | Martina Moravcová | 1m58s32 |
|      | Costa Rica (CRC) | Claudia Poll      | 1m58s81 |

Final:
1. AUS Susie O'Neill, 1:58.24
2. SVK Martina Moravcová, 1:58.32
3. CRC Claudia Poll, 1:58.81
4. RUS Nadezda Chemezova, 1:58.86

1. GER Kerstin Kielgass, 1:58.86

1. BLR Natalya Baranovskaya, 1:59.28
2. ROU Camelia Potec, 1:59.46
3. CHN Wang Luna, 1:59.55

### 400 metros livre feminino
| Pos. | País                 | Atletas        | Tempo   |
| ---- | -------------------- | -------------- | ------- |
|      | Estados Unidos (USA) | Brooke Bennett | 4m05s80 |
|      | Estados Unidos (USA) | Diana Munz     | 4m07s07 |
|      | Costa Rica (CRC)     | Claudia Poll   | 4m07s83 |

Final:
1. USA Brooke Bennett, 4:05.80
2. USA Diana Munz, 4:07.07
3. CRC Claudia Poll, 4:07.83
4. JAM Janelle Atkinson, 4:08.79
5. RUS Nadezda Chemezova, 4:10.37
6. GER Hannah Stockbauer, 4:10.38
7. NED Carla Geurts, 4:12.36
8. CHN Chen Hua, 4:13.11

### 800 metros livre feminino
| Pos. | País                 | Atletas         | Tempo   |
| ---- | -------------------- | --------------- | ------- |
|      | Estados Unidos (USA) | Brooke Bennett  | 8m19s67 |
|      | Ucrânia (UKR)        | Yana Klochkova  | 8m22s66 |
|      | Estados Unidos (USA) | Kaitlin Sandeno | 8m24s29 |

Final:
1. USA Brooke Bennett, 8:19.67
2. UKR Yana Klochkova, 8:22.66
3. USA Kaitlin Sandeno, 8:24.29
4. SUI Flavia Rigamonti, 8:25.91
5. GER Hannah Stockbauer, 8:30.11
6. CHN Chen Hua, 8:30.58
7. GER Jana Henke, 8:31.97
8. JPN Sachiko Yamada, 8:37.39

### 100 metros costas feminino
| Pos. | País          | Atletas            | Tempo   |
| ---- | ------------- | ------------------ | ------- |
|      | Romênia (ROM) | Diana Mocanu       | 1m00s21 |
|      | Japão (JPN)   | Mai Nakamura       | 1m00s55 |
|      | Espanha (ESP) | Nina Zhivanevskaya | 1m00s89 |

Final:
1. ROU Diana Mocanu, 1:00.21
2. JPN Mai Nakamura, 1:00.55
3. ESP Nina Zhivanevskaya, 1:00.89
4. FRA Roxana Maracineanu, 1:01.10
5. JPN Noriko Inada, 1:01.14
6. USA Barbara Bedford, 1:01.47
7. AUS Dyana Calub, 1:01.61
8. DEN Louise Ornstedt, 1:02.02

### 200 metros costas feminino
| Pos. | País          | Atletas            | Tempo   |
| ---- | ------------- | ------------------ | ------- |
|      | Romênia (ROM) | Diana Mocanu       | 2m08s16 |
|      | França (FRA)  | Roxana Maracineanu | 2m10s25 |
|      | Japão (JPN)   | Miki Nakao         | 2m11s05 |

Final:
1. ROU Diana Mocanu, 2:08.16
2. FRA Roxana Maracineanu, 2:10.25
3. JPN Miki Nakao, 2:11.05
4. JPN Tomoko Hagiwara, 2:11.21
5. USA Amanda Adkins, 2:12.35
6. ESP Nina Zhivanevskaya, 2:12.75
7. GER Antje Buschschulte, 2:13.31
8. CAN Kelly Stefanyshyn, 2:14.57

### 100 metros peito feminino
| Pos. | País                 | Atletas        | Tempo   |
| ---- | -------------------- | -------------- | ------- |
|      | Estados Unidos (USA) | Megan Quann    | 1m07s05 |
|      | Austrália (AUS)      | Leisel Jones   | 1m07s49 |
|      | África do Sul (RSA)  | Penelope Heyns | 1m07s55 |

Final:
1. USA Megan Quann, 1:07.05
2. AUS Leisel Jones, 1:07.49
3. RSA Penelope Heyns, 1:07.55
4. RSA Sarah Poewe, 1:07.85
5. HUN Ágnes Kovács, 1:08.09
6. JPN Masami Tanaka, 1:08.37
7. AUS Tarnee White, 1:09.09
8. GER Sylvia Gerasch, 1:09.86

### 200 metros peito feminino
| Pos. | País                 | Atletas      | Tempo   |
| ---- | -------------------- | ------------ | ------- |
|      | Hungria (HUN)        | Ágnes Kovács | 2m24s35 |
|      | Estados Unidos (USA) | Kristy Kowal | 2m24s56 |
|      | Estados Unidos (USA) | Amanda Beard | 2m25s35 |

Final:
1. HUN Ágnes Kovács, 2:24.35
2. USA Kristy Kowal, 2:24.56
3. USA Amanda Beard, 2:25.35
4. CHN Qi Hui, 2:25.36
5. RUS Olga Bakaldina, 2:25.47
6. RSA Sarah Poewe, 2:25.72
7. JPN Masami Tanaka, 2:26.98
8. CHN Luo Xuejuan, 2:27.33

### 100 metros borboleta feminino
| Pos. | País                 | Atletas           | Tempo |
| ---- | -------------------- | ----------------- | ----- |
|      | Países Baixos (NED)  | Inge de Bruijn    | 56s61 |
|      | Eslováquia (SVK)     | Martina Moravcová | 57s97 |
|      | Estados Unidos (USA) | Dara Torres       | 58s20 |

Final:
1. NED Inge de Bruijn, 56.61 (WR)
2. SVK Martina Moravcová, 57.97
3. USA Dara Torres, 58.20
4. AUS Petria Thomas, 58.49
5. USA Jenny Thompson, 58.73
6. JPN Junko Onishi, 59.13
7. AUS Susie O'Neill, 59.27
8. ROU Diana Mocanu, 59.43

### 200 metros borboleta feminino
| Pos. | País                 | Atletas       | Tempo   |
| ---- | -------------------- | ------------- | ------- |
|      | Estados Unidos (USA) | Misty Hyman   | 2m05s88 |
|      | Austrália (AUS)      | Susie O'Neill | 2m06s58 |
|      | Austrália (AUS)      | Petria Thomas | 2m07s12 |

Final:
1. USA Misty Hyman, 2:05.88
2. AUS Susie O'Neill, 2:06.58
3. AUS Petria Thomas, 2:07.12
4. DEN Mette Jacobsen, 2:08.24
5. POL Otylia Jędrzejczak, 2:08.48
6. USA Kaitlin Sandeno, 2:08.81
7. JPN Yuko Nakanishi, 2:09.66
8. JPN Maki Mita, 2:10.72

### 200 metros medley feminino
| Pos. | País                 | Atletas           | Tempo   |
| ---- | -------------------- | ----------------- | ------- |
|      | Ucrânia (UKR)        | Yana Klochkova    | 2m10s68 |
|      | Romênia (ROM)        | Beatrice Caslaru  | 2m12s57 |
|      | Estados Unidos (USA) | Cristina Teuscher | 2m13s32 |

Final:
1. UKR Yana Klochkova, 2:10.68
2. ROU Beatrice Caslaru, 2:12.57
3. USA Cristina Teuscher, 2:13.32
4. CAN Marianne Limpert, 2:13.44
5. CAN Joanne Malar, 2:13.70
6. RUS Oxana Verevka, 2:13.88
7. USA Gabrielle Rose, 2:14.82
8. JPN Tomoko Hagiwara, 2:15.64

### 400 metros medley feminino
| Pos. | País          | Atletas          | Tempo   |
| ---- | ------------- | ---------------- | ------- |
|      | Ucrânia (UKR) | Yana Klochkova   | 4m33s59 |
|      | Japão (JPN)   | Yasuko Tajima    | 4m35s96 |
|      | Romênia (ROM) | Beatrice Caslaru | 4m37s18 |

Final:
1. UKR Yana Klochkova, 4:33.59 (WR)
2. JPN Yasuko Tajima, 4:35.96
3. ROU Beatrice Caslaru, 4:37.18
4. USA Kaitlin Sandeno, 4:41.03
5. GER Nicole Hetzer, 4:43.56
6. USA Maddy Crippen, 4:44.63
7. CAN Joanne Malar, 4:45.17
8. AUS Jennifer Reilly, 4:45.99

### 4x100 metros livre feminino
| Pos. | País                 | Atletas                                                                | Tempo   |
| ---- | -------------------- | ---------------------------------------------------------------------- | ------- |
|      | Estados Unidos (USA) | Amy Van Dyken Courtney Shealy Jenny Thompson Dara Torres               | 3m36s61 |
|      | Países Baixos (NED)  | Manon van Rooijen Wilma van Hofwegen Inge de Bruijn Thamar Henneken    | 3m39s83 |
|      | Suécia (SWE)         | Johanna Sjöberg Therese Alshammar Louise Jöhncke Anna-Karin Kammerling | 3m40s30 |

Final:
1. Estados Unidos (Amy Van Dyken, Dara Torres, Courtney Shealy, Jenny Thompson), 3:36.61 (WR)
2. Países Baixos (Manon van Rooijen, Wilma van Rijn, Thamar Henneken, Inge de Bruijn), 3:39.83
3. Suécia (Louise Jöhncke, Therese Alshammar, Johanna Sjöberg, Anna-Karin Kammerling), 3:40.30
4. Alemanha (Antje Buschschulte, Katrin Meissner, Franziska van Almsick, Sandra Völker), 3:40.31
5. Reino Unido (Karen Pickering, Alison Sheppard, Rosalind Brett, Sue Rolph), 3:40.54
6. Austrália (Susie O'Neill, Sarah Ryan, Elka Graham, Giaan Rooney), 3:40.91
7. Canadá (Marianne Limpert, Shannon Shakespeare, Laura Nicholls, Jessica Deglau), 3:42.92
8. Itália (Cecilia Vianini, Luisa Striani, Sara Parise, Cristina Chiuso), 3:44.49

### 4x200 metros livre feminino
| Pos. | País                 | Atletas                                                                 | Tempo   |
| ---- | -------------------- | ----------------------------------------------------------------------- | ------- |
|      | Estados Unidos (USA) | Diana Munz Jenny Thompson Samantha Arsenault Lindsay Benko              | 7m57s80 |
|      | Austrália (AUS)      | Giaan Rooney Petria Thomas Kirsten Thomson Susie O'Neill                | 7m58s52 |
|      | Alemanha (GER)       | Franziska van Almsick Antje Buschschulte Sara Harstick Kerstin Kielgass | 7m58s64 |

Final:
1. Estados Unidos (Samantha Arsenault, Diana Munz, Lindsay Benko, Jenny Thompson), 7:57.80
2. Austrália (Susie O'Neill, Giaan Rooney, Kirsten Thomson, Petria Thomas), 7:58.52
3. Alemanha (Franziska van Almsick, Antje Buschschulte, Sara Harstick, Kerstin Kielgass), 7:58.64
4. Romênia (Camelia Potec, Simona Paduraru, Lorena Diaconescu, Beatrice Caslaru), 8:01.63
5. Canadá (Marianne Limpert, Shannon Shakespeare, Joanne Malar, Jessica Deglau), 8:02.65
6. Reino Unido (Nicola Jackson, Karen Legg, Janine Belton, Karen Pickering), 8:03.69
7. Itália (Sara Parise, Cecilia Vianini, Luisa Striani, Sara Goffi), 8:04.68
8. França (Solenne Figues, Laetitia Choux, Katarin Quelennec, Alicia Bozon), 8:05.99

### 4x100 metros medley feminino
| Pos. | País                 | Atletas                                                 | Tempo   |
| ---- | -------------------- | ------------------------------------------------------- | ------- |
|      | Estados Unidos (USA) | Dara Torres Barbara Bedford Megan Quann Jenny Thompson  | 3m58s30 |
|      | Austrália (AUS)      | Petria Thomas Leisel Jones Susie O'Neill Dyana Calub    | 4m01s59 |
|      | Japão (JPN)          | Masami Tanaka Sumika Minamoto Mai Nakamura Junko Onishi | 4m04s16 |

Final:
1. Estados Unidos (Barbara Bedford, Megan Quann, Jenny Thompson, Dara Torres), 3:58.61 (WR)
2. Austrália (Dyana Calub, Leisel Jones, Petria Thomas, Susie O'Neill), 4:01.59
3. Japão (Mai Nakamura, Masami Tanaka, Junko Onishi, Sumika Minamoto), 4:04.16
4. Alemanha (Antje Buschschulte, Sylvia Gerasch, Franziska van Almsick, Katrin Meissner), 4:04.33
5. África do Sul (Charlene Wittstock, Sarah Poewe, Mandy Loots, Helene Muller), 4:05.15
6. Canadá (Kelly Stefanyshyn, Christin Petelski, Jen Button, Marianne Limpert), 4:07.55
7. Reino Unido (Katy Sexton, Heidi Earp, Sue Rolph, Karen Pickering), 4:07.61
8. China (Zhan Shu, Qi Hui, Liu Limin, Han Xue), 4:07.83

## Quadro de medalhas da natação
| Ordem | País               | Medalha de ouro | Medalha de prata | Medalha de bronze | Total |
| ----- | ------------------ | --------------- | ---------------- | ----------------- | ----- |
| 1     | USA Estados Unidos | 14              | 8                | 11                | 33    |
| 2     | AUS Austrália      | 5               | 9                | 4                 | 18    |
| 3     | NED Países Baixos  | 5               | 1                | 2                 | 8     |
| 4     | ITA Itália         | 3               | 1                | 2                 | 6     |
| 5     | UKR Ucrânia        | 2               | 2                | 0                 | 4     |
| 6     | ROM Romênia        | 2               | 1                | 1                 | 4     |
| 7     | SWE Suécia         | 1               | 2                | 1                 | 4     |
| 8     | HUN Hungria        | 1               | 0                | 0                 | 1     |
| 9     | JPN Japão          | 0               | 2                | 2                 | 4     |
| 10    | SVK Eslováquia     | 0               | 2                | 0                 | 2     |
| 11    | RSA África do Sul  | 0               | 1                | 1                 | 2     |
| 11    | RUS Rússia         | 0               | 1                | 1                 | 2     |
| 13    | FRA França         | 0               | 1                | 0                 | 1     |
| 14    | GER Alemanha       | 0               | 0                | 3                 | 3     |
| 15    | CRC Costa Rica     | 0               | 0                | 2                 | 2     |
| 16    | BRA Brasil         | 0               | 0                | 1                 | 1     |
| 16    | CAN Canadá         | 0               | 0                | 1                 | 1     |
| 16    | ESP Espanha        | 0               | 0                | 1                 | 1     |